# Kawana Challenger 2006
Il Kawana Challenger 2006 è stato un torneo di tennis facente parte della categoria ATP Challenger Series nell'ambito dell'ATP Challenger Series 2006. Il torneo si è giocato a Kawana in Australia dal 20 al 26 novembre 2006 su campi in cemento indoor.

## Vincitori

### Singolare
Julien Jeanpierre ha battuto in finale  Lu Yen-hsun con il punteggio di 6–3, 1–6, 6–4

### Doppio
Nathan Healey /  Robert Smeets hanno battuto in finale  Alexander Peya /  Lars Übel con il punteggio di 5–7, 6–0, [10-8]